# Dolors Cinca Pinós
Dolors Cinca Pinós (Tiurana, 17 de febrer de 1962 - Barcelona, 1 de maig de 1999) fou una professora universitària i traductora catalana vinculada a la Universitat Autònoma de Barcelona.
Llicenciada en Filologia Semítica i bona coneixedora de la cultura àrab per les seves estades a Jordània i a Tunísia, va impartir classes de traducció de l'àrab a la Facultat de Traducció i Interpretació de la Universitat Autònoma de Barcelona des del 1988 fins a la seva mort sobtada, el 1999. Va treballar algunes temporades a Nova York com a traductora de les Nacions Unides.
En una dècada va traduir gairebé una desena d'obres de l'àrab d'autors com el premi Nobel Naguib Mahfuz, Abd al-Rahman Munif, Bahaa Taher, Latifa Zayyat i Mahmud Darwix (premi Crítica Serra d'Or 1994). Amb Margarida Castells va traslladar la versió íntegra de Les mil i una nits (1995). Era la primera versió directa del clàssic en català i va obtenir els premis Ciutat de Barcelona i Crítica Serra d'Or de l'any 1997.
Sobre el procés d'aquest repte traductològic, va escriure la seva tesi doctoral, Oralitat, narrativa i traducció (2005), sota la tutela del prestigiós catedràtic de la Universitat d'Edimburg Basil Hatim. En aquest text conflueixen teoria i pràctica, orient i occident, en un equilibrat i rigorós discurs en què l'autora mira de construir unes bases teòriques que permetin mediar entre dues cultures i dues llengües tan allunyades i desconegudes, sense inflar mites, descobrint-los a poc a poc. El 1998, també amb Margarida Castells, va traslladar l'obra al castellà.
És coautora, amb Margarida Castells, del primer Diccionari àrab-català.